# Elena Gómez

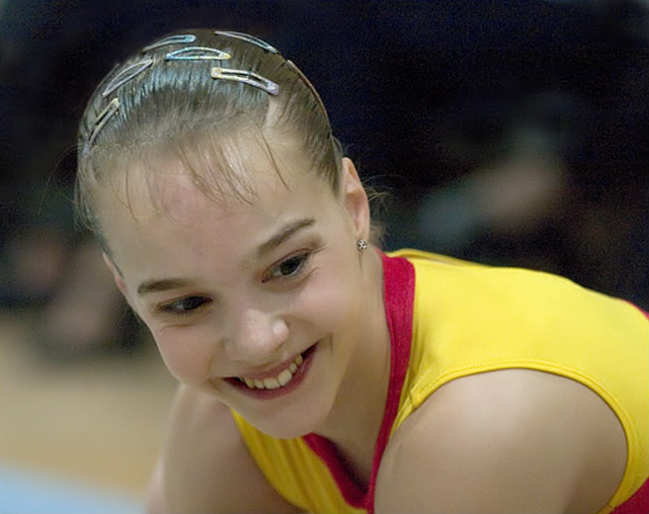
Elena Gómez

Elena Gómez Servera (* 14. November 1985) ist eine 1,50 m große Turnerin aus Manacor auf Mallorca, Spanien. Sie wurde als erste Spanierin 2002 Weltmeisterin am Boden. Dort zeigte sie als einzige eine vierfache Drehung auf einem Bein. Ein Element, welches nach ihr benannt in den Code de Pointage aufgenommen wurde. Im Jahr darauf gewann sie mit der gleichen Übung Bronze bei den Weltmeisterschaften in Anaheim. 2004 wurde sie am Boden Zweite bei den Europameisterschaften in Amsterdam.